# Nottingham Open 2025 - Doppio femminile
Il doppio femminile del torneo di tennis professionistico Nottingham Open 2025, facente parte della categoria WTA 250 nell'ambito dell'WTA Tour 2025, si è giocato al Nottingham Tennis Centre di Nottingham, nel Regno Unito, dal 16 al 22 giugno 2025.
In finale Beatriz Haddad Maia e Laura Siegemund hanno sconfitto Anna Danilina e Ena Shibahara con il punteggio di 6-3, 6-2. É l'ottavo titolo in carriera per Haddad Maia e il sedicesimo titolo in carriera per Siegemund, il primo stagionale per entrambe e per la coppia. É il secondo titolo su erba per entrambe, il primo per Siegemund da 's-Hertogenbosch nel 2015, mentre Haddad Maia ha vinto per la seconda volta il torneo dopo il successo nel 2022.
Gabriela Dabrowski e Erin Routliffe erano le detentrici del titolo, ma Dabrowski ha deciso di non partecipare a questa edizione del torneo, mentre Routliffe ha scelto di partcecipare nel concomitante torneo di Berlino.

## Teste di serie
1. Hsieh Su-wei /  Zhang Shuai (semifinale)
2. Irina Chromačëva /  Fanny Stollár (semifinale)

1. Beatriz Haddad Maia /  Laura Siegemund (Campionesse)
2. Anna Danilina /  Ena Shibahara (finale)

## Wildcard
1. Jodie Burrage /  Sonay Kartal (primo turno)

1. Hannah Klugman /  Mika Stojsavljevic (primo turno)

## Tabellone

### Legenda
| - Q = Qualificato - WC = Wild card - LL = Lucky loser | - ALT = Alternate - SE = Special Exempt - PR = Protected Ranking | - w/o = Walkover - r = Ritirato - d = Squalificato |

|  | Primo turno | Primo turno                | Primo turno               | Primo turno | Primo turno |  |  | Quarti di finale | Quarti di finale           | Quarti di finale           | Quarti di finale       | Quarti di finale |   |      | Semifinale | Semifinale                  | Semifinale                  | Semifinale                          | Semifinale                          |   |   | Finale | Finale | Finale | Finale | Finale |  |
|  |             |                            |                           |             |             |  |  |                  |                            |                            |                        |                  |   |      |            |                             |                             |                                     |                                     |   |   |        |        |        |        |        |  |
|  | 1           | S-w Hsieh S Zhang          | S-w Hsieh S Zhang         | 6           | 6           |  |  |                  |                            |                            |                        |                  |   |      |            |                             |                             |                                     |                                     |   |   |        |        |        |        |        |  |
|  |             | C Bucșa M Katō             | C Bucșa M Katō            | 3           | 2           |  |  | 1                | S-w Hsieh S Zhang          | S-w Hsieh S Zhang          | 6                      | 6                |   |      |            |                             |                             |                                     |                                     |   |   |        |        |        |        |        |  |
|  |             | E Hozumi A Sutjiadi        | 6                         | 2           | [10]        |  |  |                  | E Hozumi A Sutjiadi        | E Hozumi A Sutjiadi        | 4                      | 3                |   |      |            |                             |                             |                                     |                                     |   |   |        |        |        |        |        |  |
|  |             | U Eikeri M Ninomiya        | 1                         | 6           | [7]         |  |  |                  |                            |                            |                        |                  |   |      | 1          | S-w Hsieh S Zhang           | 7                           | 4                                   | [4]                                 |   |   |        |        |        |        |        |  |
|  | 4           | A Danilina E Shibahara     | 63                        | 7           | [10]        |  |  |                  |                            | 4                          | A Danilina E Shibahara | 5                | 6 | [10] |            |                             |                             |                                     |                                     |   |   |        |        |        |        |        |  |
|  |             | I Haverlag M Lumsden       | 7                         | 5           | [8]         |  |  | 4                | A Danilina E Shibahara     | A Danilina E Shibahara     | 7                      | 6                |   |      |            |                             |                             |                                     |                                     |   |   |        |        |        |        |        |  |
|  |             | A Dețiuc B Schoofs         | 3                         | 6           | [10]        |  |  |                  | A Dețiuc B Schoofs         | A Dețiuc B Schoofs         | 65                     | 3                |   |      |            |                             |                             |                                     |                                     |   |   |        |        |        |        |        |  |
|  |             | O Danilović M Linette      | 6                         | 4           | [4]         |  |  |                  |                            |                            |                        |                  |   |      | 4          | Anna Danilina Ena Shibahara | Anna Danilina Ena Shibahara | 3                                   | 2                                   |   |   |        |        |        |        |        |  |
|  |             | S Aoyama K Piter           | 6                         | 2           | [4]         |  |  |                  |                            |                            |                        |                  |   |      |            |                             | 3                           | Beatriz Haddad Maia Laura Siegemund | Beatriz Haddad Maia Laura Siegemund | 6 | 6 |        |        |        |        |        |  |
|  |             | A Moratelli S Santamaria   | 4                         | 6           | [10]        |  |  |                  | A Moratelli S Santamaria   | A Moratelli S Santamaria   | 0                      | 3                |   |      |            |                             |                             |                                     |                                     |   |   |        |        |        |        |        |  |
|  | WC          | J Burrage S Kartal         | J Burrage S Kartal        | 2           | 63          |  |  | 3                | B Haddad Maia L Siegemund  | B Haddad Maia L Siegemund  | 6                      | 6                |   |      |            |                             |                             |                                     |                                     |   |   |        |        |        |        |        |  |
|  | 3           | B Haddad Maia L Siegemund  | B Haddad Maia L Siegemund | 6           | 7           |  |  |                  |                            |                            |                        |                  |   |      | 3          | B Haddad Maia L Siegemund   | 7                           | 3                                   | [10]                                |   |   |        |        |        |        |        |  |
|  |             | M Kessler C Tauson         | 3                         | 6           | [10]        |  |  |                  |                            | 2                          | I Chromačëva F Stollár | 5                | 6 | [5]  |            |                             |                             |                                     |                                     |   |   |        |        |        |        |        |  |
|  |             | O Kalašnikova E Pridankina | 6                         | 3           | [12]        |  |  |                  | O Kalašnikova E Pridankina | O Kalašnikova E Pridankina | 6                      | 2                |   |      |            |                             |                             |                                     |                                     |   |   |        |        |        |        |        |  |
|  | WC          | H Klugman M Stojsavljevic  | 6                         | 3           | [4]         |  |  | 2                | I Chromačëva F Stollár     | I Chromačëva F Stollár     | 7                      | 6                |   |      |            |                             |                             |                                     |                                     |   |   |        |        |        |        |        |  |
|  | 2           | I Chromačëva F Stollár     | 2                         | 6           | [10]        |  |  |                  |                            |                            |                        |                  |   |      |            |                             |                             |                                     |                                     |   |   |        |        |        |        |        |  |